# Per Adolf Svanberg
Per Adolf Svanberg, född 22 september 1839 i Nederkalix socken, död där 14 februari 1913, var en svensk sågverksägare.
Per Adolf Svanberg verkade i en för Kalixbygden dynamisk tid, då sågverksindustrin tog fart. Svanberg var född på en bondgård i Ytterbyn som son till Carl Fredrik Svanberg och Maria Wallman, vilken tidigare varit gift Sällström. Släktnamnet Svanberg hade antagits av faderns syskon när de ståndscirkulerade, nämligen Lars Svanberg som blev köpman i Tornedalen, professor Jöns Svanberg i Uppsala och Helena Svanberg som blev mor till grosshandlaren Johan Bergman Olson. I en äldre generation hade en bror till farfadern antagit släktnamnet och blivit guldsmed i Torneå.
Men Per Adolf Svanberg blev tidigt faderlös och måste själv bli sin egen lyckas smed, även om han kunde ha fördel av sina släktförbindelser; en halvbror på moderns sida var grosshandlaren Johannes Sällström. Per Adolf Svanberg insåg vilken resurs skogen hade blivit efter att tjärbränning och järnbruk förlorat sin betydelse. På 1860-talet ingick han kompanjonskap med Johannes Sällström och Carl Bergbom samt började 1867 bygga Båtskärsnäs sågverk som kom att sysselsätta 400 arbetare. Det var ett av nio sågverk som samtidigt fanns i nuvarande Kalix kommun. Mot slutet av 1800-talet blev det lägre priser på sågade trävaror men sågverket i Båtskärsnäs lyckades leva vidare. Bolaget ägde också 120 skogshemman i Överkalix, Korpilombolo, Tärendö, Pajala, Jukkasjärvi och Övertorneå socknar. Båtskärsnäs AB, som från 1910 hette Kalix Trävaru AB, överlevde dock inte det tidiga 1900-talets konjunktursvängningar och lades ned men sågverket kunde sedan fortsätta i statlig regi.
Per Adolf Svanberg gifte sig 1866 med Johanna Bergman, för övrigt en släkting till Johan Bergman Olson. Makarna bodde först i Bredviken nära centralorten Kalix men köpte 1868 gården Filipsborg på andra sidan Kalixälven och byggde om den till ett tidstypiskt träslott. Bland deras barn märks sonen Gustaf Svanberg, som 1901 efterträdde sin far som direktör i bolaget; en annan son var gift med Dindi Svanberg. Per Adolf Svanbergs hemgård i Ytterbyn förblev i släkten Svanbergs ägo in på 2000-talet och där bedrevs jordbruk av ättlingar till Per Adolf Svanbergs bror.